# 화성 용주사 청동시루
화성 용주사 청동시루(華城 龍珠寺 靑銅시루)는 대한민국 경기도 화성시 송산동 용주사에 있는 조선시대의 청동시루이다. 2010년 3월 23일 경기도의 문화재자료 제156호로 지정되었다.

## 개요
ㅋ도내 청동시루가 거의 남아 있지 않고 명문을 가진 청동시루와 비교하여 제작연대를 17-18세기로 추정할 수 있는 작품이다.